# تاموتسو کوماتسوزاکی
تاموتسو کوماتسوزاکی (انگلیسی: Tamotsu Komatsuzaki؛ زادهٔ ۱۰ ژوئیهٔ ۱۹۷۰) بازیکن فوتبال اهل ژاپن است.
از باشگاه‌هایی که در آن بازی کرده‌است می‌توان به باشگاه فوتبال کاوازاکی فرونتال و باشگاه فوتبال کونسادول ساپورو اشاره کرد.